# Brian Acton
Brian Acton (Michigan, 17 febbraio 1972) è un informatico e imprenditore statunitense.
Insieme a Jan Koum, è il fondatore di WhatsApp, un'applicazione di messaggistica mobile che è stata acquistata da Facebook Inc. (attuale Meta Platforms Inc.) a febbraio 2014 per 19 miliardi di dollari. Dopo aver lasciato WhatsApp ha fondato la Fondazione Signal, l'organizzazione no-profit che sviluppa l'applicazione libera Signal.

## Biografia
Nato in Michigan e cresciuto in Florida, nel 1994 si è laureato in informatica all'Università di Stanford. In seguito lavorò per Rockwell International, Apple Inc. e Adobe. Nel 1996 divenne il quarantaquattresimo impiegato assunto da Yahoo Inc., dove conobbe Jan Koum. Con lui, nel 2009, fondò la Whatsapp Inc. e con essa la famosa applicazione di messaggistica omonima.
Nel 2014 Koum e Acton accettarono di vendere WhatsApp a Facebook, da cui avevano ricevuto un'offerta iniziale di 16 miliardi di dollari, che diventeranno 19 miliardi a transazione conclusa. È tuttora uno dei più ricchi imprenditori del mondo. Nel settembre 2017 Acton lascia l'azienda in contrasto con la volontà di Facebook di monetizzare WhatsApp; inoltre ha dichiarato che è stato istruito da Facebook per sviare i legislatori europei sulla difficoltà di unire i dati degli utenti di WhatsApp con quelli di Facebook.
Nel febbraio 2018 Acton ha cofondato, insieme a Moxie Marlinspike, la fondazione Signal con un prestito iniziale di 105 milioni di dollari a tasso zero. La fondazione Signal è un'organizzazione americana non a scopo di lucro che ha l'obiettivo di salvaguardare la libertà di espressione offrendo il servizio di messaggistica istantanea libero Signal. Attualmente Acton è membro del consiglio di amministrazione della fondazione Signal e amministratore delegato ad interim di Signal Messenger.